# Vigilante (film)
Pour les articles homonymes, voir Vigilante.
Pour plus de détails, voir Fiche technique et Distribution.
Vigilante, justice sans sommation (Vigilante) est un film américain réalisé par William Lustig et sorti en salles en 1983.
Le film évoque un New-yorkais qui, rendu fou de rage après l'agression et le viol de son épouse et le meurtre de son fils, et écœuré par le laxisme des autorités et le système corrompu de la justice qui a permis aux responsables d'être libérés, entre dans un groupe d'auto-défense, dans lequel il refusait d'entrer jusqu'alors, afin de venger sa famille. Il s'inscrit dans la mouvance de films d'auto-défense populaires à la fin des années 1970 notamment avec Un justicier dans la ville.

## Synopsis
Eddie Marino est un modeste électricien vivant paisiblement à New York avec son épouse Vicki et son fils Scott. Il a pour ami et collègue Nick, qui a formé avec d'autres personnes un groupe d'auto-défense qui pourchasse proxénètes, gangs et trafiquants de drogue et se substitue à une police qui échoue à protéger les victimes. Mais la vie d'Eddie va basculer quand le gang de punks mené par un certain Rico s'introduit chez lui, agresse brutalement Vickie et tue Scott d'un coup de fusil, après que cette dernière ait giflé Rico, qui agressait un pompiste. Le chef du gang est arrêté peu après le drame et doit passer en jugement pour le meurtre du garçonnet ainsi que l'agression de Vickie. Mais à cause d'un système judiciaire corrompu, Rico plaide coupable uniquement pour l'agression et obtient une peine de deux années de prison avec sursis. Eddie, qui jusque-là croyait en la justice, est fou de rage et tente de s'en prendre au juge Sinclair, qui a instruit le procès.
Ayant pris trente jours de prison pour outrage à magistrat, Eddie parvient à survivre à l'univers carcéral grâce à Rake, un détenu qui le sauve d'une agression sexuelle de la part d'autres prisonniers. À sa sortie, bien qu'ayant auparavant refusé d'entrer dans le groupe d'auto-défense, Eddie décide finalement de se joindre à eux afin de traquer Rico, ainsi que Prago le meurtrier de son fils, et Sinclair, le juge corrompu. Il retrouve la trace de Rico dans un appartement miteux et l'abat mortellement de plusieurs balles. Pensant que Rico a été abattu par des flics ripoux, Prago fait tuer brutalement deux policiers en patrouille en représailles.
Peu après, Vicki, rétablie mais choquée, sort de l'hôpital et quitte Eddie, refusant de revenir vivre dans la maison où leur fils a été tué. Dégoûté de lui-même après le meurtre d'un homme et craignant d'être traqué par le gang, il décide de quitter la ville et décline l'offre de Nick de rester aider le groupe. Par hasard, dans sa camionnette, il retrouve Prago et le traque au terme d'une course-poursuite qui se finit dans un chantier : là, Eddie coince Prago, qui lui avoue avoir tué son fils, puis il le tue en le jetant d'une tour.
La vengeance d'Eddie trouve un terme lorsqu'il tue Sinclair en faisant exploser sa voiture dans un parking du palais de justice avec une bombe. Regardant au loin dans sa camionnette, Eddie quitte les lieux et part vers une destination inconnue.

## Fiche technique
Sauf indication contraire, les informations mentionnées dans cette section peuvent être confirmées par la base de données cinématographiques IMDb,  présente dans la section « Liens externes ».
- Titre original : Vigilante
- Titre français complet : Vigilante, justice sans sommation
- Réalisation : William Lustig
- Scénario : Richard Vetere (en)
- Musique : Jay Chattaway
- Photographie : James Lemmo (en)
- Distribution des rôles : Louis DiGammo
- Décors : Mischa Petrow
- Montage : Larry Marinelli
- Production : Andrew W. Garroni (en) et William Lustig
  - Production associé : Randy Jurgensen (en)
  - Production exécutive : Jerry Masucci, John Packard, Kenneth Pavia et Edward L. Montoro (en)
- Société de production : Magnum Motion Pictures Inc.
- Distribution : Artists Releasing Corporation (États-Unis), Ciné Paris Distribution (France)
- Pays de production :  États-Unis
- Format : Couleur — 35 mm — 2,35:1 — Son Dolby
- Genre : action, thriller, auto-justice
- Durée : 90 minutes
- Dates de sortie : 
  - France : 12 janvier 1983
  - États-Unis : 16 septembre 1983
- Classification[1] :
  - États-Unis : R (Restricted)[N 1]
  - France : interdit aux moins de 16 ans[2]
- Affiche : Michel Landi (France)

## Distribution
- Robert Forster (VF : Bernard Murat) : Eddie Marino
- Fred Williamson (VF : Med Hondo) : Nick
- Richard Bright (VF : Jacques Richard) : Burke
- Rutanya Alda (VF : Béatrice Delfe) : Vickie Marino
- Don Blakely (VF : François Leccia) : Prago
- Joseph Carberry : Ramon
- Willie Colón (VF : Mario Santini) : Rico
- Joe Spinell (VF : Jacques Thébault) : Eisenberg
- Carol Lynley : l'assistante du procureur Mary Fletcher
- Woody Strode (VF : Robert Liensol) : Rake
- Vincent Beck (VF : Georges Aminel) : le juge Sinclair
- Bo Rucker (VF : Marc François) : Horace
- Frank Pesce (en) (VF : Hervé Bellon) : Blueboy
- Steve W. James (VF : José Luccioni) : l'officier Gibbons
- Randy Jurgensen (en) (VF : Serge Lhorca) : l'inspecteur Russo
- Henry Judd Baker (en) (VF : Georges Atlas) : Quinn
- Dante Joseph (VF : Jackie Berger) : Scott Marino
- Vincent Russo (VF : Jean-Pierre Leroux) : Rubin
- Donna Patti : une victime de viol
- Peter Savage (VF : Claude Joseph) : Thomas 'Mr. T.' Stokes
- Mike Miller (VF : Jacques Ferrière) : Docteur Fallon
- Hyla Marrow : Rosie

## Production

### Genèse et développement
Après le film d'horreur Maniac (1980), William Lustig voulait se tourner davantage vers l'action. Dans une interview pour Rockyrama en 2019, il déclare « J’adore cette vague de films d’exploitations européens, et notamment italiens, qui ont suivi la sortie de French Connection, L'Inspecteur Harry et Un justicier dans la ville. À l’époque, j’étais fasciné par leur rythme, leur ambiance, leur style ou encore la musique si particulière et quand je me suis lancé dans Vigilante, je ne voulais pas faire un film qui allait ressembler à une énième copie du film avec Charles Bronson. Je le voyais plutôt comme une sorte de western spaghetti urbain. Nous avons donc travaillé la lumière, la musique et bien d’autres aspects du film avec cette idée en tête. »

### Attribution des rôles
Pour le rôle d'Eddie Marino, William Lustig voulait initialement Tony Musante. Avec le refus de l'acteur, le rôle revient finalement à Robert Forster, que William Lustig avait aimé dans L'Incroyable Alligator (1980),. Il s'agit par ailleurs du dernier film auquel l'acteur Peter Savage ait participé. Le film lui est dédié. C'est également le dernier film de Vincent Beck.
Le rôle de Mary Fletcher était initialement prévu pour Caroline Munro, que William Lustig avait dirigé dans Maniac. Le rôle revient finalement à Carol Lynley. Cette dernière était initialement prévue pour le rôle de Vickie Marino. Vickie sera finalement incarnée par Rutanya Alda.

### Tournage
Le tournage a lieu à New York, notamment à Brooklyn (Williamsburg, Greenpoint, Brookyn-Battery Tunnel, McCarren Park Pool), Manhattan (Battery Park) et dans le Queens (Long Island City, Jamaica, Astoria, Rikers Island).

## Accueil

### Box-office
- États-Unis : 5 091 888 $[6]
- France : 51 483 entrées (2 semaines d'exploitation)[7]